# Murad Kuramagomiedow
Murad Chizbułajewicz Kuramagomiedow (ros. Мурад Хизбулаевич Курамагомедов; ur. 20 kwietnia 1996) – rosyjski, a od 2019 roku węgierski zapaśnik walczący w stylu wolnym. Zajął ósme miejsce na mistrzostwach świata w 2019. 
Piąty na mistrzostwach Europy w 2020, 2024 i 2025. Piąty w indywidualnym Pucharze Świata w 2020 roku.